# Пиккер, Генри
Генри Пиккер (нем. Henry D. Picker; 6 февраля 1912, Вильгельмсхафен, Германская империя — 2 мая 1988, Штарнберг, Бавария, ФРГ) — немецкий юрист и писатель, сотрудник юридической службы в главной ставке Гитлера.

## Биография
Сын сенатора. Член НСДАП с 1930 года. Изучал юриспруденцию в Кильском университете, там же в 1936 году защитил кандидатскую диссертацию. В 1942 году в чине главного правительственного советника поступил на службу в главную ставку Гитлера, где в марте — июле 1942 года занимался протоколированием застольных бесед Гитлера.
Известен своими воспоминаниями о Гитлере под названием «Застольные разговоры Гитлера», выдержавшими после 1951 года множество изданий, в этой связи сразу же возникли вопросы об авторских правах и правообладании. Полностью данные мемуары были опубликованы лишь в 1980 году Вернером Йохманном.
Записи Пиккера являются важным источником по истории национал-социализма. Хью Тревор-Ропер издал книгу «Застольные беседы Гитлера, 1941—1944», в которую вошли и тексты записей Пиккера.
По решению Палласовского районного суда Волгоградской области от 19 июля 2010 года книга Пиккера была признана экстремистской (внесена в Федеральный список экстремистских материалов).

## Сочинение
- Darstellung und geistesgeschichtliche Deutung der neuen Strömungen in der Kriminalpolitik und die Überwindung des Schulenstreits. Die Zweckbestimmung der Strafe im Dritten Reich. Berlin 1935 (= Dissertation Kiel 1936).
- Hitlers Tischgespräche im Führerhauptquartier 1941—1942. Athenäum-Verlag, Bonn 1951 (неоднократно переиздавалась).
- Johannes XXIII. Der Papst der christlichen Einheit und des 2. vaticanischen Konzils. blick und bild. Kettwig, 1963.

## Издание на русском языке
- Пикер Г. Застольные разговоры Гитлера = Hitlers Tischgespräche im Führerhauptquartier 1941—1942 / Пер. с нем. И. В. Розанова. Общ. ред., вступ. ст. и предисл. И. М. Фрадкина. — Смоленск: Русич, 1993. — 485 с. — ISBN 5-88590-084-1.